# Marvdascht
Marvdascht (persisch مرودشت, DMG Marvdašt, auch Marv Dasht) ist eine Stadt in der iranischen Provinz Fars 45 km nördlich von Schiras. In ihrer Nähe befinden sich mehrere historische Stätten, darunter Persepolis, Naqsch-e Rostam, Naqsch-e Radschab und Istachr.
Archäologischen Funden zufolge wurde die Marvdascht-Ebene, in der Dareios I. Persepolis errichten ließ, schon einige tausend Jahre zuvor bewohnt und wird mit dem antiken Anschan in Verbindung gebracht.
Die heutige Stadt hat drei Universitäten und ist ein Zentrum für diverse Industrien und für Landwirtschaft.
Der gleichnamige Landkreis ist in vier Distrikte unterteilt und enthält die Städte Marvdascht, Seydan und Kamfiruz.

## Sehenswürdigkeiten
- Tscheshma-hā-ye Abul Mahdi und Bonab Qader Abad (Quellen)
- Ābschār-e Margun in der Nähe des Firuzan Damm (Wasserfall)
- Tang-hā-ye Bostanak und Bezaq in Kamfiruz
- Tacht-e Dschamschid, Persepolis-Komplex
- Ghal'eh Estakhr (Schloss) und Bordsch-e Zendan-e Solayman (Gefängnis des Soleiman).
- Pol-hā-ye Ghadimi: Khan und Band Amir (Alte Brücken).
- Sang Nebeschte Tang-e Bazaqi und Naqsch-e Radjab (Reliefs).
- Shahr-ee Ghadimi-ye Estakhr, Altstadt von Estakhr, 7 km von Takht-e Dschamschid entfernt[3]